# Gary Neville
Pour les articles homonymes, voir Neville.
Gary Neville, né le 18 février 1975 à Bury (Grand Manchester), est un footballeur international anglais évoluant au poste d'arrière droit reconverti entraîneur.
Entre 1992 et 2011, il a pris part à 602 matchs officiels sous le maillot des Red Devils, ce qui fait de lui le cinquième joueur le plus capé de l'histoire du club mancunien. Il a été capitaine de Manchester United entre 2005 et 2010. Neville remporte de nombreux titres avec Manchester, dont la Ligue des champions, à deux reprises (1999 et 2008).
Gary Neville est le frère aîné de Phil Neville, également footballeur, et de Tracey Neville, ex-internationale et entraîneuse de l'équipe anglaise de netball.

## Biographie

### Enfance et formation

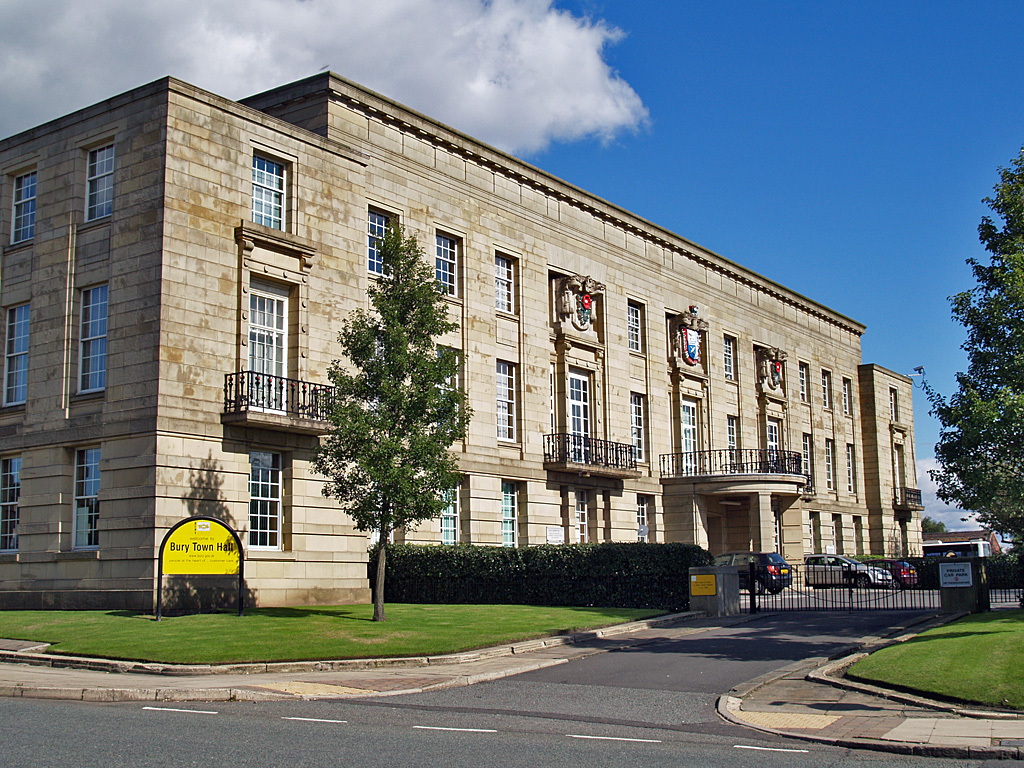
Gary nait, passe son enfance et commence le football à Bury.

Né le 18 février 1975, Gary Neville est l'ainé des trois enfants de la famille. Les jumeaux Tracey et Philip suivent deux ans plus tard. Les Neville sont une famille de la classe ouvrière comme une autre vivant à Bury dans le Grand Manchester dans une maison appelé two-up two-down. Les trois enfants peuvent profiter de parents qui les soutiennent dans leurs trois parcours de sportif de haut niveau dont ils ont été l'élément déclencheur en leur donnant l'amour du sport. Le père Neville Neville (même prénom et nom) est auparavant un joueur de cricket de bon niveau tandis que la mère joue au netball et au hockey sur gazon.
Enfant, Gary Neville est doué pour le cricket et joue pour Bolton. Son plus bel exploit est son partenariat avec Matthew Hayden lorsqu'il marque 109 runs en 1992.

### Manchester United (1991-2011)

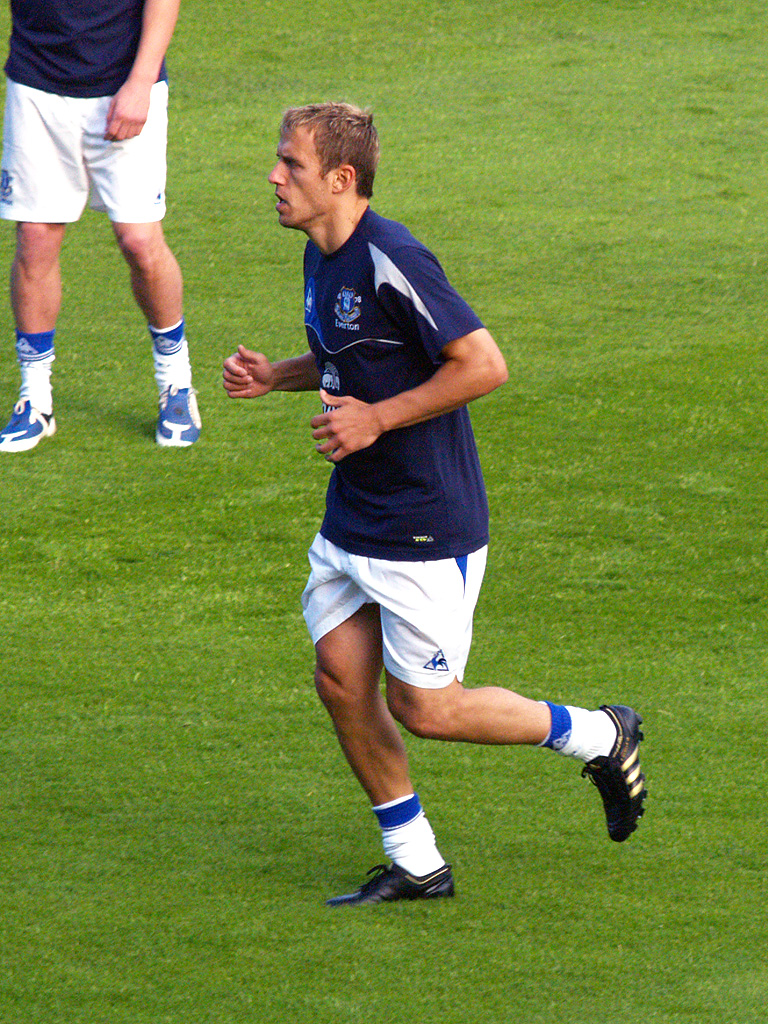
Gary Neville joue avec son frère Phil jusqu'en 2005.

#### Fin de formation et arrivée dans l'équipe (1991-1995)
Après avoir joué pour le Bury FC et les Greater Manchester Schoolboys, Gary Neville rejoint Manchester United en tant qu'étudiant en juillet 1991 et passe professionnel dix-huit mois plus tard, en janvier 1993. Il fait partie de l'équipe qui remporta la FA Youth Cup en 1992 et 1993, cette même équipe dont plusieurs joueurs jouent plus tard en équipe première. Gary fait sa première apparition pour United en Coupe UEFA 1992-1993, contre le FK Torpedo Moscou.
Pendant la saison 1994-1995, Gary Neville joue de plus en plus régulièrement dans l'équipe première, remplaçant Paul Parker blessé. Il est cependant en concurrence avec Denis Irwin. Il joue ainsi la finale de la FA Cup 1995, perdue face à Everton (1-0).

#### Titulaire indiscutable (1995-2000)

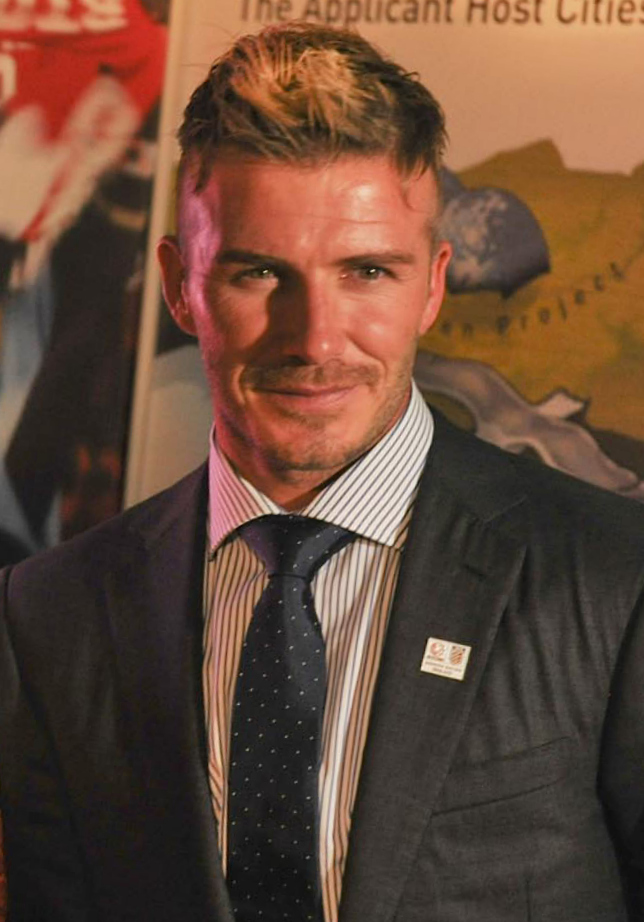
Pendant huit saisons, le duo Neville-Beckham compose l'aile droite mancunienne.

Lors de la saison 1995-1996, Gary collecte deux médailles avec le doublé coupe-championnat. Gary ajoute à son palmarès une deuxième médaille de champion l'année suivante.
En tant que joueur du cru, supporter de l'équipe depuis sa tendre enfance, Neville représente l'esprit de combat qui caractérise Manchester United. Il commence la saison 1998-1999 en défense centrale plutôt que dans son habituel couloir droit, principalement à cause des blessures de Ronny Johnsen et Henning Berg. Le 26 mai 1999, au terme d’une finale au scenario invraisemblable (deux buts mancuniens dans les arrêts de jeu), Gary Neville remporte sa première C1 face au Bayern Munich, aux côtés de son frère Phil, David Beckham, Ryan Giggs, Nicky Butt et Paul Scholes, tous formés ensemble au club. « Nous avons dépassé la génération de 1968 », s'emballe Alex Ferguson à l’issue du match. Il a raison : cette année-là, Manchester réalise le triplé Ligue des champions-Championnat-Coupe. Cette année-là, Gary marque le second but de sa carrière contre Everton.
Comme toute la défense, Gary connaît une saison 1999-2000 composée de hauts et de bas. Sa constance légendaire est remise en question en de nombreuses occasions, surtout pendant le Championnat du Monde des Clubs au Brésil où deux erreurs donnent deux buts à l'équipe de Vasco de Gama. Neville accepte ses erreurs et travaille dur pour revenir au meilleur de sa forme.

#### Leader de l'équipe (2000-2005)
Il aide Manchester United à remporter un second titre consécutif, puis un troisième en 2000-2001 avec cette fois, la meilleure défense de Premier League. En l'absence de Jaap Stam blessé, Gary joue sans peine en défense centrale et fait plus d'apparitions qu'aucun autre joueur cette saison-là.
La saison 2001-2002, avec Ronny Johnsen et Wes Brown blessés à long terme, Neville est de nouveau utilisé en défense centrale avec Laurent Blanc à plusieurs reprises. En demi-finale de la Ligue des champions contre Leverkusen, il se casse le métatarse du pied et laisse le couloir droit de la défense affaibli à un moment crucial de la saison.
Gary revient à temps pour la nouvelle saison pour terminer en beauté, avec un nouveau titre de champion d'Angleterre. Neville est nommé capitaine à quelques reprises lorsque Roy Keane ne joue pas. Il ajoute deux buts de plus à son compteur et son incident avec Steve McManaman ne fait que renforcer sa réputation de vrai Red Devil.

#### Fin de carrière (2005-2011)
La saison 2005-2006 est marquée par trois évènements notables pour Gary. Une blessure aux adducteurs l'écarte pour une bonne partie du début de saison, mais après avoir essayé quelques joueurs dans ce rôle, Alex Ferguson confie le brassard de capitaine à Gary, succédant donc à Roy Keane. Neville est alors le premier capitaine du club né dans le Grand Manchester depuis Roger Byrne (capitaine au moment du crash de Munich en 1958). Plus tard, sa célébration après le but de Rio Ferdinand contre Liverpool fait beaucoup de bruit : il traverse cinquante mètres pour venir gesticuler en face des supporters des Scousers. Les fans mancuniens chantent d'ailleurs, sur l'air de London Bridge Is Falling Down : « Gary Neville, he's a Red, he hates Scousers ! ». Il reçoit une amende de 5 000 livres (7 500 euros) pour l'occasion. Et enfin, pour clore en beauté, il remporte la Coupe de la Ligue, le seul trophée qui manque à son palmarès. C'est aussi son premier trophée en tant que capitaine de l'équipe.

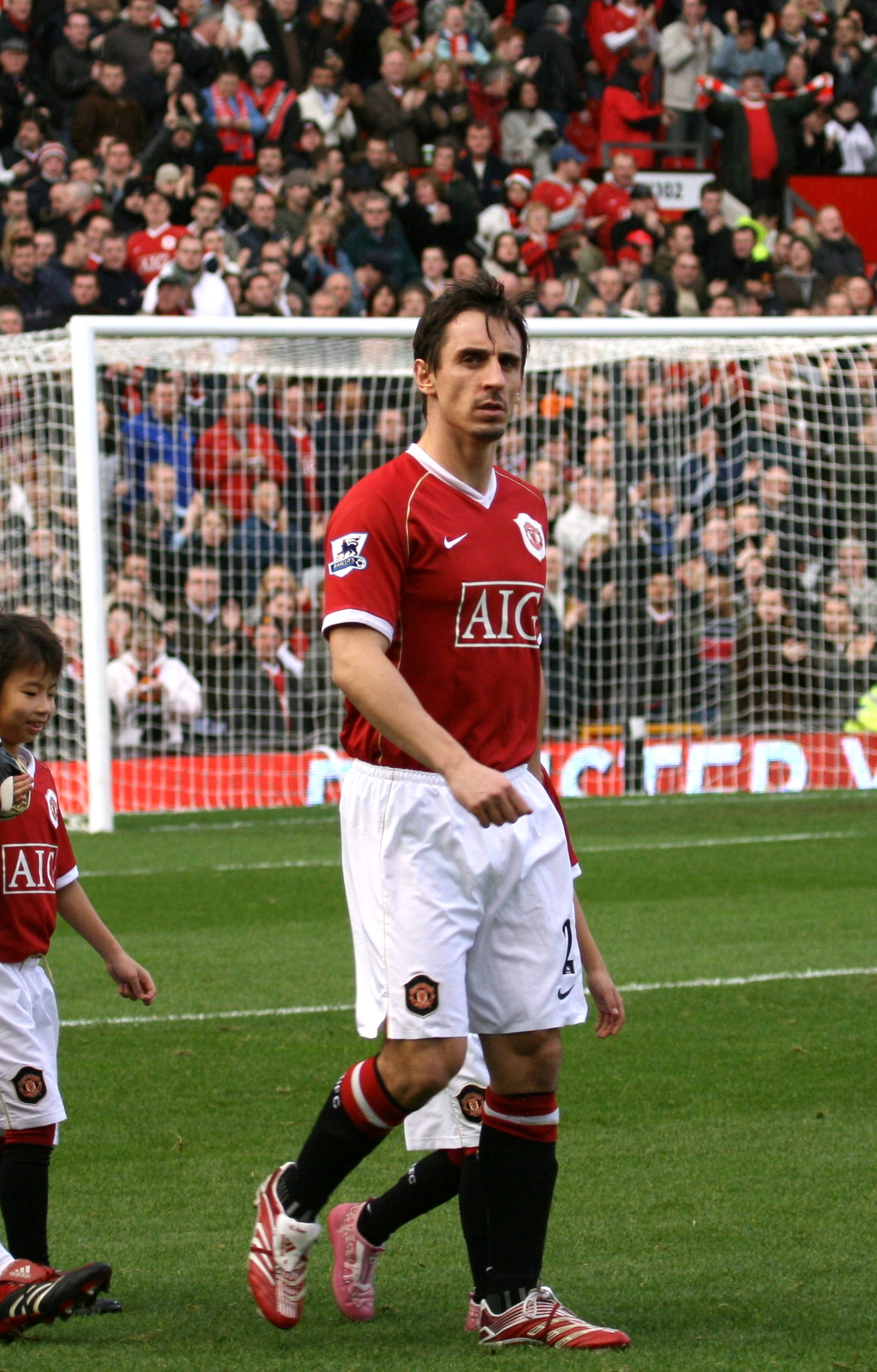
Gary Neville avec Manchester United en 2006.

En 2006-2007, Gary repart comme titulaire au poste d'arrière droit, jouant 33 matchs jusqu'en mars 2007. Le 17 de ce mois, une blessure à la cheville contre Bolton à Old Trafford met fin à sa saison à cause de plusieurs semaines d'absence. Il passe sur la table d'opération, rate la finale de FA Cup contre Chelsea mais soulève tout de même le trophée de champion d'Angleterre avec Ryan Giggs lors de la dernière journée à Old Trafford.
Après plusieurs rechutes qui ont retardé son retour à la compétition, le défenseur international anglais, recommence à s'entraîner en novembre 2011. Le mois suivant, Gary Neville effectue son retour avec l'équipe réserve de Manchester United, après des blessures à un mollet et à une cheville l'ayant tenu éloigné des terrains depuis le mois de mars,. Mais, à peine remis, le latéral droit de United se fait une élongation au mollet à l'entraînement qui le tient éloigné des terrains durant un mois. Début décembre, alors qu'il doit faire son retour en C1 contre la Roma, il ressent des douleurs lors d'un entraînement et doit aller consulter à nouveau le médecin qui l'a opéré. Le 9 avril 2008, « Captain Gary » fait son retour attendu en remplaçant Anderson à la 81e minute contre l'AS Roma en Ligue des champions. Néanmoins, c'est sa seule apparition de la saison pour Manchester United. « Il a montré énormément de détermination pour revenir, après un an et demi d’inactivité pour blessures. Nous avons tous eu peur qu'il ne revienne pas - à son âge, ça n'est vraiment pas évident. Mais il a été absolument fantastique. Cela démontre que Gary n’est vraiment pas du genre à se dégonfler. C’est un homme incroyable », déclare Alex Ferguson. C'est ce niveau de respect qui vaut à l’arrière droit de United, une prolongation d’une année de son contrat. Neville est le fidèle serviteur que tous espèrent avoir dans son équipe, et à une époque où les joueurs restent rarement longtemps, il fait partie du club fermé des joueurs n’ayant évolué que dans un club. « United est le seul club où j'ai toujours voulu jouer », dit-il.
En septembre 2008, à l'issue d'un match nul concédé par les Red Devils face à Villarreal à Old Trafford, Gary Neville devient le dixième joueur à franchir cette barre symbolique des cent matchs en Ligue des champions de l'UEFA. En février 2009, Manchester United annonce que son défenseur prolonge d'un an son contrat, jusqu'en juin 2010
Bien qu'il ait raté le doublé en 2008 en raison d'une blessure, Gary ajoute deux médailles de plus à son impressionnante collection en remportant pour la huitième fois la Premier League en 2009 et une seconde Carling Cup en 2010. Son importance durable est reconnue lorsque le club prolonge son contrat pour le garder à Old Trafford au moins jusqu'en juin 2011. Seuls quatre joueurs, ont joué plus de match que Gary Neville pour United, à la fin de la saison 2009-2010, il est seulement à deux matchs des 600 apparitions sous le maillot des Red Devils.
En juillet 2010, touché au mollet, Gary Neville ne prend pas part à la tournée d'été de Manchester United en Amérique du Nord. Il reste en Angleterre pour se soigner. En octobre 2010, après un match à Stoke (victoire 2-1), Gary Neville devient le cinquième joueur de l'histoire de United à atteindre les 600 matches. Le 2 février 2011, quelques jours avant ses 36 ans, Gary Neville annonce sa retraite sportive avec effet immédiat. Son compteur s'arrête donc à 602 matches disputés sous le maillot mancunien. Le dernier match de Neville reste donc celui face à West Bromwich (2-1), disputé le 1er janvier 2011.
En 2015, dans un entretien au Daily Telegraph, Gary Neville déclare : « j'ai probablement plus parlé en tête à tête avec Alex Ferguson durant mes deux dernières années à Old Trafford que durant les quinze premières. Il me disait constamment : "Écoute fiston, tu ne joueras pas ce week-end, mais j'ai besoin de toi la semaine prochaine. Tu as une mission importante. Va parler avec Rafael, et veille sur lui ». Neville révèle ainsi que Ferguson l'a chargé d'être le mentor du jeune Brésilien.
Gary Neville est le cinquième joueur le plus capé de l'histoire de Manchester United, derrière Ryan Giggs, Bobby Charlton, Bill Foulkes et Paul Scholes.

### En équipe d'Angleterre (1995-2007)
Gary Neville, 85 sélections entre 1995 et 2007, est titulaire au poste d'arrière droit de l'équipe d'Angleterre de football toute la seconde moitié des années 1990 et au cours d'une bonne part des années 2000.
Le 3 juin 1995, Terry Venables fait entrer Neville en jeu pour la première fois sous le maillot de l'Angleterre, lors d'un match amical contre le Japon à Wembley (2-1). Le 23 mai 1996, Gary est rejoint dans l'équipe d'Angleterre par son frère Phil Neville pour un match contre la Chine. Ils sont également apparus ensemble en finale de la Coupe d'Angleterre deux semaines plus tôt et sont la première paire de frères à jouer ensemble dans une finale de Cup et pour l'Angleterre dans la même saison depuis Hubert et Francis Heron en 1877, 119 ans plus tôt.
Gary Neville est le plus jeune titulaire de l'équipe nationale lors du Championnat d'Europe 1996, son premier tournoi international. Gary joue chaque rencontre sauf en demi-finale à cause d'une suspension.
À l'été 1998, il représente son pays à la Coupe du monde en France, jouant trois des quatre matchs des Three Lions.
Lorsqu'il apparaît en tant que remplaçant contre l'Italie à Leeds en 2002, il honore sa cinquante-et-unième cape, surpassant alors le record national du poste d'arrière droit jusque-là détenu par Phil Neal.

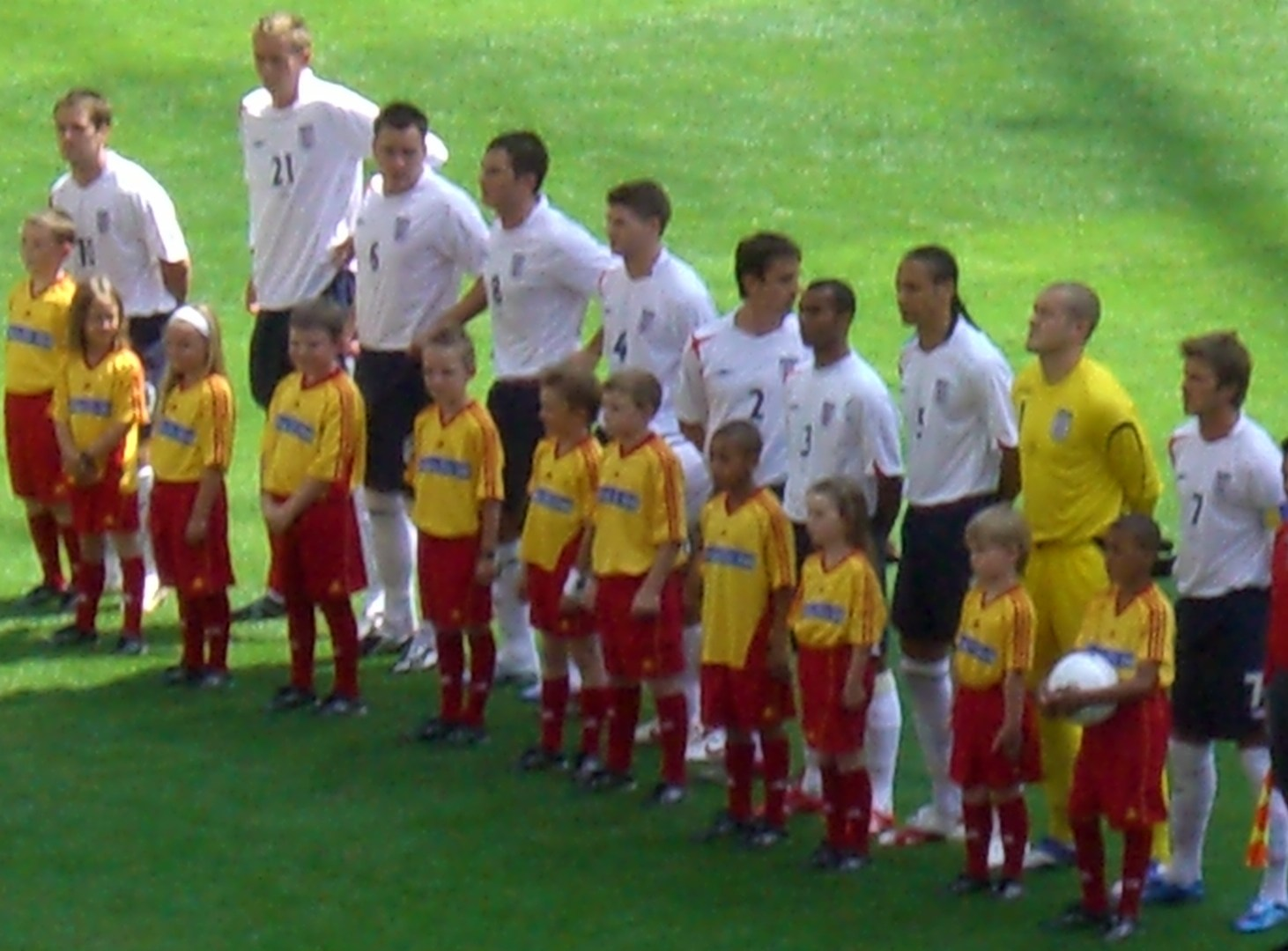
Neville (n°2) et l'Angleterre lors de la Coupe du monde 2006.

Une blessure au métatarse résulte de son absence à la Coupe du monde 2002 au Japon et en Corée du Sud. Danny Mills le remplace pendant la durée de ce tournoi. Quand bien même, Gary effectue son retour en équipe nationale rapidement et il consolide une nouvelle fois encore sa position de titulaire avant le Championnat d'Europe 2004.
Gary est blessé lors des derniers matchs de qualification de la Coupe du monde 2006. Il revient dans l'équipe anglaise en mars 2006 pour le match amical contre l'Uruguay.
Comme prévu, Neville est choisi dans le peloton des sélectionnés de l'Angleterre pour la Coupe du monde 2006 en Allemagne.  Il joue en position d'arrière droit durant le premier match de l'Angleterre dans le Groupe B contre le Paraguay. Cependant, Neville se blesse durant l'entraînement le soir avant le deuxième match de l'équipe contre la Trinité-et-Tabago. À cause de cette blessure, il doit manquer ce match, et le dernier match de la phase de groupe contre la Suède, mais également le huitième de finale contre l'Équateur.
Neville conserve par la suite la confiance du nouveau sélectionneur Steve McClaren, mais du fait de nombreuses blessures, le sélectionneur le remplace par Micah Richards au poste d'arrière droit.
En mai 2009, Gary Neville fait son retour dans l'équipe. C'est la première fois que le latéral de Manchester United fait son apparition en sélection anglaise depuis que Fabio Capello est présent à sa tête, soit 18 mois. Sa dernière convocation remonte alors au 7 février 2007. Neville est appelé en tant que doublure de Glen Johnson pour les matches éliminatoires au Mondial 2010 contre le Kazakhstan et Andorre mais n'entre pas en jeu.

### Reconversion (depuis 2011)

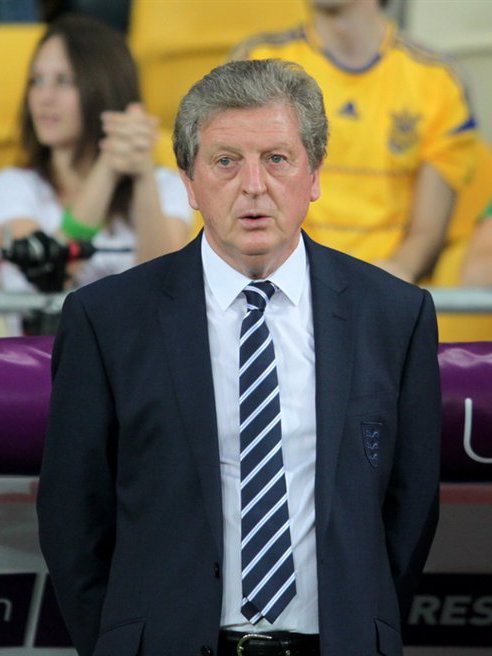
En 2012, Neville devient l'adjoint de Roy Hodgson à la tête de l'Angleterre.

Le 14 mai 2012, Gary Neville est nommé entraîneur adjoint de Roy Hodgson à la tête de l'équipe d'Angleterre de football. Alors que la rumeur annonçait son frère Phil, c'est finalement Gary qui signe un contrat de quatre ans avec la Fédération anglaise. L'ancien défenseur international de Manchester United (85 capes) fait le lien entre le sélectionneur et les joueurs. Neville participe à l'Euro 2012 et la Coupe du monde 2014, où il joue un rôle important auprès des joueurs de la sélection.
Début 2014, Ryan Giggs et Gary Neville sont en pourparlers avec le club de Salford City, évoluant en 8e division anglaise. Ils envisagent notamment de faire du club un tremplin pour de jeunes joueurs locaux. Les deux hommes, formés chez les Red Devils, sont déjà propriétaires d’un restaurant à Manchester et ont investi mutuellement dans un nouvel hôtel en construction devant le stade d’Old Trafford. Rejoint par d'autres membres de la Class of 92 (Philip Neville, Nicky Butt et Paul Scholes), Giggs déclare : « Nous voulons profiter de notre expérience du football et nos connaissances pour faire progresser les jeunes talents ». La vente n'est effective que lorsque la Fédération anglaise (FA) et la Northern Premier League donnent leur accord. Si c'est le cas, l'affaire peut alors être finalisée à l'été 2014.
En février 2015, Roy Hodgson déclare voir en Gary Neville un successeur potentiel au poste de sélectionneur de l’Angleterre. L’ancien joueur de Manchester United cumule alors les fonctions de sélectionneur adjoint et de consultant pour Sky Sports. « C’est déjà un très bon entraîneur, et il sera encore meilleure avec de l’expérience » confie Hodgson. De son côté, Neville reconnait qu’il ne pourrait plus occuper ces deux fonctions sur le long terme. « J’aurai une décision à prendre dans les dix-huit prochains mois ». Neville collabore également avec le Daily Telegraph à partir de 2014. Comme consultant, il est reconnu pour « la clarté de ses analyses » et est par conséquent considéré comme le consultant le « plus populaire » dans le football anglais.
Le 2 décembre 2015, Gary Neville est nommé entraîneur pour le reste de la saison de l'équipe de Valence, club appartenant à l'homme d'affaires Peter Lim qui a des liens personnels et d'affaires, notamment dans le club de Salford City, avec Gary Neville depuis plusieurs années. Il succède à son frère Phil qui assure l’intérim depuis le départ de Nuno Espírito Santo deux jours auparavant. Son premier match sur le banc a lieu contre le l'Olympique lyonnais en ligue des champions et se solde par une défaite à domicile.
Cumulant son poste d'entraîneur de Valence et d'adjoint de la sélection anglaise, il décide lors des rencontres internationales de mars 2016 de ne pas intégrer la sélection pour se consacrer à son club.
Le 30 mars 2016, il est limogé de son poste d'entraîneur de Valence à la suite de ses mauvais résultats. Il est remplacé par son assistant Pako Ayestarán.

## Style de jeu

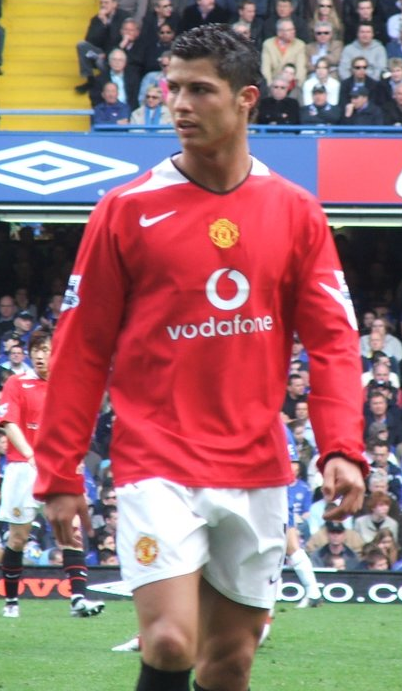
Après Beckham, Neville combine sur l'aile droite de United avec Ronaldo.

À la fin des années 1990, Gary Neville a des automatismes avec David Beckham, remontant tout son côté droit pour s'engouffrer dans le couloir lorsque l'ex-numéro 7 attaque plus au centre. Il continue ensuite à le faire avec Cristiano Ronaldo. Neville a également une technique pour effectuer les remises en touche, très longues et aussi dangereuses que des corners. Neville est aussi un excellent récupérateur de ballons, et devient au fil des années un membre quasi-indispensable au dispositif de Sir Alex Ferguson. Un joueur constant, rarement blessé, toujours haut dans le classement final des apparitions de la saison.
Gary Neville se construit une solide expérience. C'est un fan de Manchester United ayant eu la chance de devenir un joueur ; et on le voit avec sa réputation de Shop Steward (une sorte de patron du syndicat), prenant toujours la défense de ses coéquipiers contre la Fédération anglaise et les médias. Il est notamment le leader d'une opération de boycott d'un match de qualification de l'Euro 2004 contre la Turquie en support à Rio Ferdinand, suspendu pour avoir manqué un test antidopage.

## Statistiques
Le tableau suivant résume les statistiques de Gary Neville sur toute sa carrière professionnelle,.
| Saison                | Club                  | Championnat           | Championnat | Championnat | Coupe nationale | Coupe nationale | Coupe de la Ligue | Coupe de la Ligue | Supercoupe | Supercoupe | Compétition(s) continentale(s) | Compétition(s) continentale(s) | Compétition(s) continentale(s) | Supercoupe de l'UEFA | Supercoupe de l'UEFA | Coupe intercontinentale | Coupe intercontinentale | Coupe du monde des clubs | Coupe du monde des clubs | Angleterre | Angleterre | Total | Total |
| Saison                | Club                  | Division              | M.          | B.          | M.              | B.              | M.                | B.                | M.         | B.         | Comp.                          | M.                             | B.                             | M.                   | B.                   | M.                      | B.                      | M.                       | B.                       | M.         | B.         | M.    | B.    |
| 1992-1993             | Manchester United     | PL                    | -           | -           | -               | -               | -                 | -                 | -          | -          | C3                             | 1                              | 0                              | -                    | -                    | -                       | -                       | -                        | -                        | -          | -          | 1     | 0     |
| 1993-1994             | Manchester United     | PL                    | 1           | 0           | -               | -               | -                 | -                 | -          | -          | C1                             | 1                              | 0                              | -                    | -                    | -                       | -                       | -                        | -                        | -          | -          | 2     | 0     |
| 1994-1995             | Manchester United     | PL                    | 18          | 0           | 4               | 0               | 3                 | 0                 | -          | -          | C1                             | 2                              | 0                              | -                    | -                    | -                       | -                       | -                        | -                        | 2          | 0          | 29    | 0     |
| 1995-1996             | Manchester United     | PL                    | 31          | 0           | 6               | 0               | 1                 | 0                 | -          | -          | C3                             | 1                              | 0                              | -                    | -                    | -                       | -                       | -                        | -                        | 12         | 0          | 51    | 0     |
| 1996-1997             | Manchester United     | PL                    | 31          | 1           | 3               | 0               | 1                 | 0                 | 1          | 0          | C1                             | 10                             | 0                              | -                    | -                    | -                       | -                       | -                        | -                        | 8          | 0          | 54    | 1     |
| 1997-1998             | Manchester United     | PL                    | 34          | 0           | 3               | 0               | -                 | -                 | -          | -          | C1                             | 8                              | 0                              | -                    | -                    | -                       | -                       | -                        | -                        | 8          | 0          | 53    | 0     |
| 1998-1999             | Manchester United     | PL                    | 34          | 1           | 7               | 0               | -                 | -                 | 1          | 0          | C1                             | 12                             | 0                              | -                    | -                    | -                       | -                       | -                        | -                        | 2          | 0          | 56    | 1     |
| 1999-2000             | Manchester United     | PL                    | 22          | 0           | -               | -               | -                 | -                 | -          | -          | C1                             | 9                              | 0                              | 1                    | 0                    | 1                       | 0                       | 2                        | 0                        | 7          | 0          | 42    | 0     |
| 2000-2001             | Manchester United     | PL                    | 32          | 1           | 2               | 0               | -                 | -                 | 1          | 0          | C1                             | 14                             | 0                              | -                    | -                    | -                       | -                       | -                        | -                        | 5          | 0          | 54    | 1     |
| 2001-2002             | Manchester United     | PL                    | 34          | 0           | 2               | 0               | -                 | -                 | 1          | 0          | C1                             | 14                             | 0                              | -                    | -                    | -                       | -                       | -                        | -                        | 8          | 0          | 59    | 0     |
| 2002-2003             | Manchester United     | PL                    | 26          | 0           | 3               | 0               | 5                 | 0                 | -          | -          | C1                             | 10                             | 1                              | -                    | -                    | -                       | -                       | -                        | -                        | 5          | 0          | 49    | 1     |
| 2003-2004             | Manchester United     | PL                    | 30          | 2           | 4               | 0               | 1                 | 0                 | -          | -          | C1                             | 7                              | 0                              | -                    | -                    | -                       | -                       | -                        | -                        | 10         | 0          | 52    | 2     |
| 2004-2005             | Manchester United     | PL                    | 22          | 0           | 4               | 0               | 1                 | 0                 | 1          | 0          | C1                             | 7                              | 1                              | -                    | -                    | -                       | -                       | -                        | -                        | 9          | 0          | 44    | 1     |
| 2005-2006             | Manchester United     | PL                    | 25          | 0           | 3               | 0               | 5                 | 0                 | -          | -          | C1                             | 4                              | 0                              | -                    | -                    | -                       | -                       | -                        | -                        | 5          | 0          | 42    | 0     |
| 2006-2007             | Manchester United     | PL                    | 24          | 0           | 3               | 0               | -                 | -                 | -          | -          | C1                             | 6                              | 0                              | -                    | -                    | -                       | -                       | -                        | -                        | 4          | 0          | 37    | 0     |
| 2007-2008             | Manchester United     | PL                    | -           | -           | -               | -               | -                 | -                 | -          | -          | C1                             | 1                              | 0                              | -                    | -                    | -                       | -                       | -                        | -                        | -          | -          | 1     | 0     |
| 2008-2009             | Manchester United     | PL                    | 16          | 0           | 2               | 0               | 3                 | 0                 | 1          | 0          | C1                             | 4                              | 0                              | 1                    | 0                    | -                       | -                       | 2                        | 0                        | -          | -          | 29    | 0     |
| 2009-2010             | Manchester United     | PL                    | 17          | 0           | 1               | 0               | 4                 | 0                 | -          | -          | C1                             | 6                              | 0                              | -                    | -                    | -                       | -                       | -                        | -                        | -          | -          | 28    | 0     |
| 2010-2011             | Manchester United     | PL                    | 3           | 0           | -               | -               | 1                 | 0                 | -          | -          | C1                             | -                              | -                              | -                    | -                    | -                       | -                       | -                        | -                        | -          | -          | 4     | 0     |
| Total sur la carrière | Total sur la carrière | Total sur la carrière | 400         | 5           | 47              | 0               | 25                | 0                 | 6          | 0          | -                              | 117                            | 2                              | 2                    | 0                    | 1                       | 0                       | 4                        | 0                        | 85         | 0          | 687   | 7     |

## Palmarès

### Avec Manchester United
Championnat d'Angleterre (9)
- Champion : 1996, 1997, 1999, 2000, 2001, 2003, 2007, 2008 et 2009.
- Vice-champion : 1995, 1998 et 2010.

Ligue des champions (2)
- Vainqueur : 1999 et 2008.

Coupe intercontinentale
- Vainqueur : 1999.

Coupe du monde des clubs
- Vainqueur : 2008.

Coupe d'Angleterre (3)
- Vainqueur : 1996, 1999 et 2004.
- Finaliste : 1995.

Coupe de la Ligue (2)
- Vainqueur : 2006 et 2010.
- Finaliste : 2003.

Community Shield (2)
- Vainqueur : 1996 et 2008.
- Finaliste : 1998, 2000, 2001 et 2004.

Supercoupe de l'UEFA
- Finaliste : 1999 et 2008.

### Distinctions personnelles
Gary Neville est élu plusieurs fois membre de l'équipe type de Premier League par la Professional Footballers' Association (Association des footballeurs professionnels), syndicat des footballeurs professionnels en Angleterre et au Pays de Galles. Les trois premières fois de suite (1997, 1998 et 1999) puis 2005 et enfin en 2007 pour la dernière fois, en compagnie de toute la défense mancunienne.
En mai 2013, Gary Neville est élu arrière droit de l'« équipe des années Ferguson » par les internautes sur le site de L'Équipe.

## Vie privée

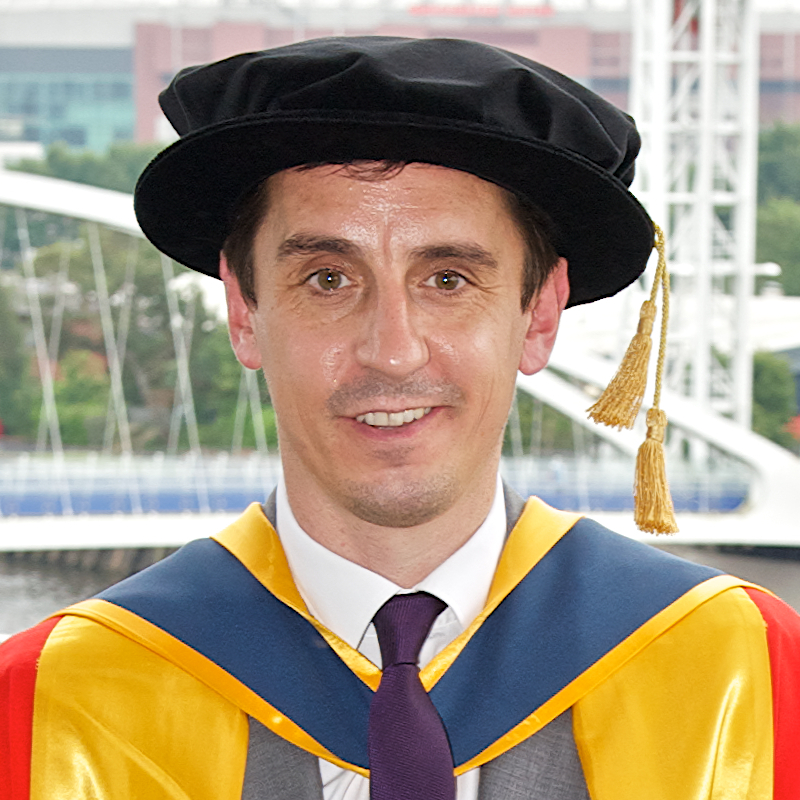
Neville honoré par l'Université de Salford en 2014.

À ses côtés à Old Trafford, son jeune frère Philip, ils se trouvent parfois même rivaux pour une place dans l'effectif mancunien, les deux jouant au même poste, à gauche ou à droite de la défense. Ensemble ils restent coéquipiers en club et en équipe nationale jusqu'en 2005 lorsque Phil file à Everton.
Depuis 2001, Gary Neville est ambassadeur officiel du tourisme pour l'île de Malte. De plus, les autorités du tourisme de Malte et Air Malta sponsorisent l'« école de football Gary Neville » sur l'île, où Gary est tuteur chaque été.
Neville écrit une rubrique hebdomadaire dans le journal The Times[Quand ?]. Il fait partie d'une famille de sportifs - à part Phil et Gary les footballeurs, leur sœur Tracey représente l'Angleterre au netball.
En juillet 2009, Gary reçoit un diplôme honorifique de l'Université de Bolton, pour sa contribution exceptionnelle au football. En janvier 2010, Gary a demandé un permis de construire pour la première maison éco-zéro-carbone dans le nord ouest de l'Angleterre.
Le 18 juillet 2014, Gary Neville reçoit un doctorat honorifique par l'Université de Salford. En effet, la Salford Business School lui remet un prix de docteur en sciences pour son dévouement à la promotion de l'importance de la durabilité dans les sports et les industries de développement immobilier